# Primorie Oussouriisk
Le HK Primorie Oussouriisk - en russe : ХК Приморье Уссурийск - est un club de hockey sur glace d'Oussouriisk dans le kraï du Primorie en Russie. Il évolue dans la Pervaïa Liga.

## Historique
Le club est fondé en 2009 .

## Palmarès
- Aucun titre.